# Massimo Galli
Massimo Galli, detto Cedro (Varese, 26 agosto 1960), è un allenatore di pallacanestro italiano.

## Carriera
Terminata la carriera da giocatore in serie minori, entra nel 1994 a far parte dello staff della Pallacanestro Varese, curandone inizialmente solo il settore giovanile e diventando poi vice-allenatore della prima squadra guidata da Carlo Recalcati.
Recalcati vinse lo scudetto 1998-99 lasciando successivamente la panchina varesina: il presidente Edo Bulgheroni vede proprio in "Cedro" l'uomo ideale per condurre la squadra lombarda sia in campionato che in Eurolega. La scudettata squadra lombarda non riuscirà però ad ottenere i risultati sperati, vincendo tuttavia la supercoppa italiana contro la Virtus Bologna: Galli viene così sollevato dall'incarico a stagione in corso, venendo sostituito da Valerio Bianchini ma restando comunque in società.
Nel 2002 vince uno scudetto juniores con il Campus Varese, allenando allo stesso tempo anche la prima squadra in B2.
Dopo le parentesi sempre in B2 alla Robur et Fides e a Busto Arsizio, approda ai Crabs Rimini nella stagione 2003-04 col duplice ruolo di responsabile delle giovanili e vice-allenatore della prima squadra: in questi quattro anni lavora con gli allenatori Mehmed Bečirovič, Paolo Rossi e Giampiero Ticchi.

Nell'estate 2008 l'esperienza e la conoscenza dell'ambiente contribuiscono nella scelta della dirigenza riminese di affidargli il ruolo di capo-allenatore dopo l'addio di Ticchi. L'11 novembre dello stesso anno viene però esonerato, sostituito da Giancarlo Sacco.
La sua carriera continua con un'annata a Pallacanestro Biella come vice di Luca Bechi, quindi assume la guida dell'Ambrosia Bisceglie, squadra militante in Serie A Dilettanti, nella seconda parte della stagione 2010-11. Nell'aprile 2011 entra, per un breve periodo, nello staff della Nazionale femminile come assistente dello stesso Ticchi. Nella stagione 2012-2013 è vice di Dell'Agnello alla Fulgor Libertas Forlì in seconda serie. In data 19 luglio 2013 diventa capo allenatore della stessa formazione romagnola. Un anno più tardi siede sulla panchina di Chieti in Serie A2 Silver, dove resta fino al 31 gennaio 2017, quando viene esonerato.
Nella stagione 2017-18 firma come assistente allenatore alla VL Pesaro affiancando coach Spiro Leka, che sostituirà dopo l'esonero del tecnico albanese a 7 giornate dalla fine della regular season, conquistando la salvezza.
Il 30 giugno 2018, Galli viene confermato alla guida della VL anche per la stagione successiva.
L'8 gennaio 2019, Galli viene esonerato dopo un brutto inizio di campionato, concluso con sole 4 vittorie su 14 partite giocate.

## Palmarès
- Supercoppa italiana: 1

Varese: 1999